# Gare de Triel-sur-Seine
La gare de Triel-sur-Seine est une gare ferroviaire française de la ligne de Paris-Saint-Lazare à Mantes-Station par Conflans-Sainte-Honorine, située dans la commune de Triel-sur-Seine (département des Yvelines).
C'est une gare SNCF desservie par les trains du réseau Transilien Saint-Lazare (ligne J). Elle se situe à 33,2 km de la gare de Paris-Saint-Lazare.

## La gare

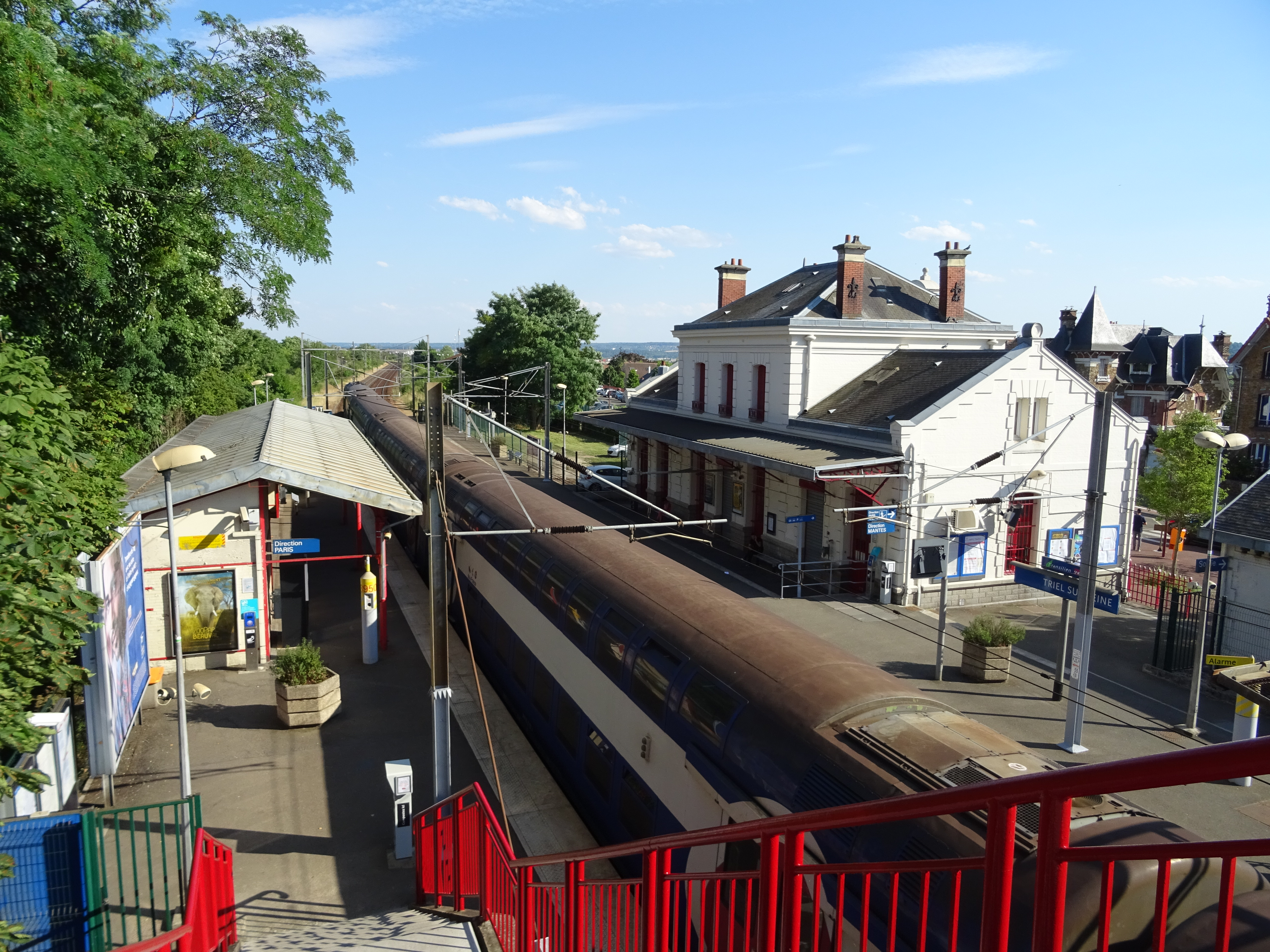
Vue de la gare depuis la passerelle avec un train composé de VB 2N à quai.

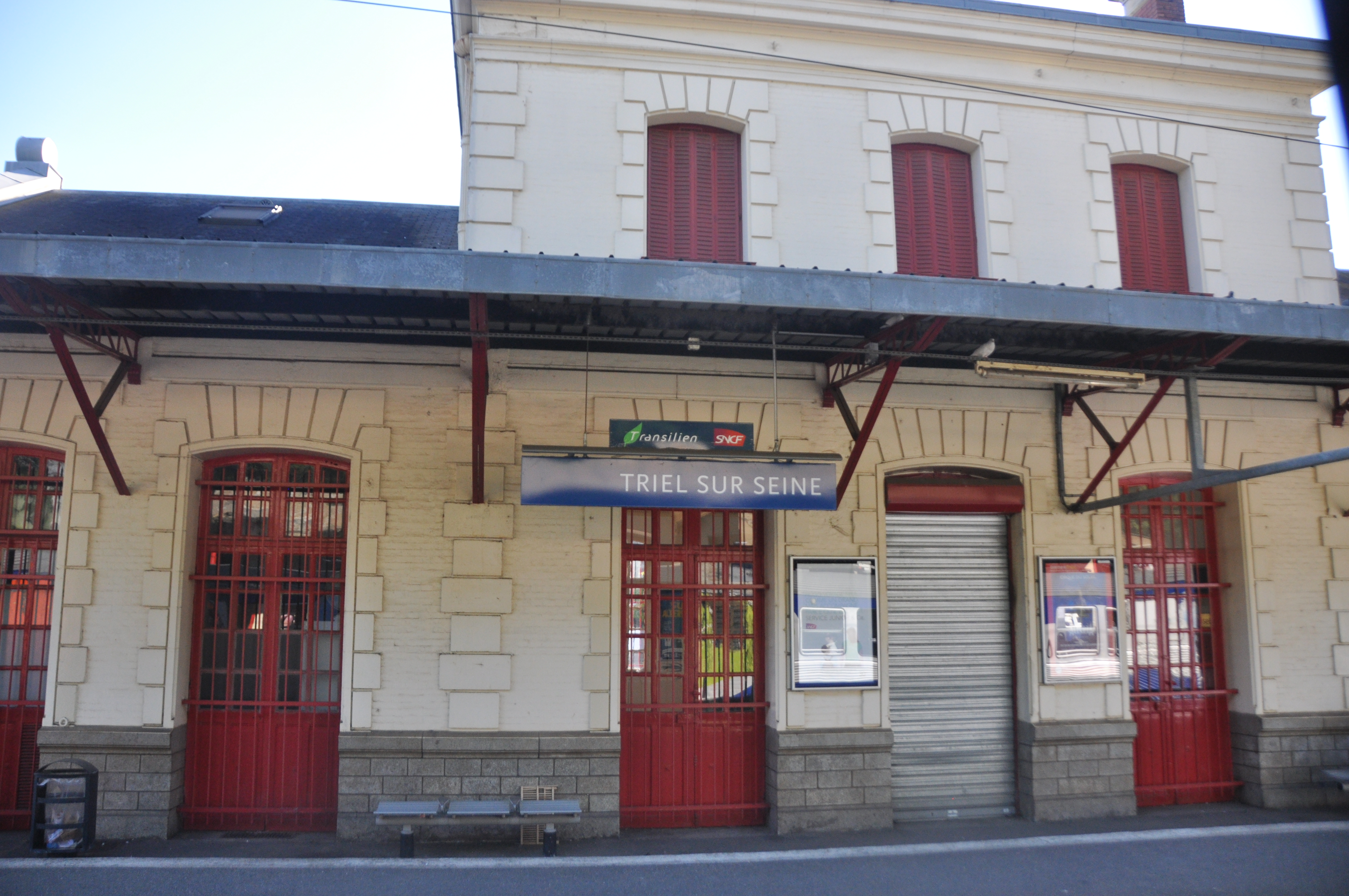
Vue détaillée de la façade.

La gare est desservie par les trains du réseau Transilien Paris Saint-Lazare. Elle se situe à 33,2 km de la gare de Paris-Saint-Lazare.
Durant l'été 2005, d'importants travaux de rénovation des quais ont eu lieu, comprenant un rehaussement pour s'adapter à la hauteur du seuil de porte des trains actuels.
En 2006, les abords de la gare ont également été réaménagés : une gare routière et un dépose-minute ont été créés devant la gare.

## Fréquentation
De 2015 à 2023, les estimations de la SNCF sont les suivantes :
| Année         | 2015    | 2016    | 2017    | 2018    | 2019    | 2020    | 2021    | 2022    | 2023    |
| ------------- | ------- | ------- | ------- | ------- | ------- | ------- | ------- | ------- | ------- |
| Fréquentation | 585 208 | 594 291 | 553 796 | 505 248 | 463 897 | 236 971 | 687 786 | 771 326 | 724 079 |

## Intermodalité
La gare est desservie par les lignes 10 et 64 du réseau de bus de Poissy - Les Mureaux et, la nuit, par la ligne N151 du réseau Noctilien.